# Atractus pantostictus
Atractus pantostictus — вид змій родини полозових (Colubridae). Ендемік Бразилії.

## Поширення і екологія
Atractus pantostictus мешкають на південному сході Бразилії, де були зафіксовані в штатах Токантінс, Гояс, Мінас-Жерайс і Сан-Паулу. Вони живуть в галерейних лісах в саванах серрадо та у вологих атлантичних лісах.